# Robert Nebřenský
Robert Nebřenský (* 8. února 1964 Praha) je český herec, zpěvák, kytarista, autor původního repertoáru hudební skupiny Vltava.
Je známý zejména z filmových a televizních rolí (Tobruk, Lidice, Mazaný Filip, Masaryk). Uspěl rovněž u zahraničních produkcí (oscarová Edith Piaf a válečný Rudý baron, Nahý mezi vlky). Účinkoval v divadelních souborech (Rubín, Divadlo v Tomatě, Divadlo Sklep, Divadlo Na zábradlí).

## Životopis
Narodil se v Praze 8. 2. 1964. Po základní škole Kladská absolvoval učební obor mechanik elektronických zařízení v Kutné Hoře a v Praze. Během učení se seznámil s malířem Stanislavem Divišem (Tvrdohlaví) a v roce 1982 spolu s dalšími založili kapelu Krásné nové stroje, která patřila k průkopníkům české nové vlny. Nebřenský zde hrál na kytaru a na repertoáru se podílel také autorsky.
Ve stejné době obesílá soutěž mladých básníků. Jedním z porotců byl básník Petr Havel, který přizval Nebřenského do právě vznikajícího poetického Divadla v tomatě, jehož členem byl například Jan Jiráň (později divadlo Ypsilon). V tomto období se také krátce stává členem souboru divadla Rubín (spolu s ním se tam objevila např. Petra Lustigová a Viktorie Čermáková). Začal navštěvovat tzv. Specializované účelové studium pro pracující neboli Lidovou konzervatoř (dnes konzervatoř Jaroslava Ježka) obor jazzová kytara u profesora Viléma Matausche.
Na počátku studií opustil skupinu Krásné nové stroje, aby v roce 1986 založil s kapelu vlastní. Již první koncerty skupiny Vltava v roce 1986 způsobily vlnu zájmu. Díky nahrávkám z koncertů se s hudbou Vltavy seznámil David Vávra (divadlo Sklep) a nabídl Nebřenskému autorskou účast při vzniku nového představení. Tak vzniklo představení Míč s písničkami Nebřenského, které skupina, za účasti herců, interpretovala živě na jevišti. Nebřenský v divadle Sklep zůstal a stal se po několik sezón jednou z tváří populárních Besídek. V roce 1991 nastoupil do představení divadla Sklep Mlýny (hra z armádního prostředí padesátých let podle předlohy Václava Havla a Zdeňka Bryndy) v roli plukovníka Malíka.
Byl jedním z moderátorů Rádia Mama, pod přezdívkou Bobby Miláček, a hlasem stanice Rádio Limonádový Joe.
V letech 1993 až 1995 pracoval jako copywriter v reklamní agentuře Mark/BBDO. S Petrem Čtvrtníčkem spolupracoval na komediálních výstupech pro Českou televizi. Společně si zahráli lékaře v seriálu Gynekologie II. Několik let vystupoval v představeních Stand-up comedy. Byl členem hereckého ansámblu v Divadle Na zábradlí ve hře Blanche a Marie režiséra Jana Nebeského nebo v titulní roli v představení Milenec v režii Radima Špačka. Především se však uplatňuje ve filmech a v televizi.
V roce 2008 se objevil ve výrazné roli válečného filmu Václava Marhoula Tobruk, dále například ve filmech Lidice (2011), Mazaný Filip (2003), Masaryk (2016), Rašín (2018), v seriálu Jana Hřebejka Boží mlýny (2021) a mnoha dalších. Uspěl rovněž u zahraničních produkcí, objevil se v oscarovém snímku Edith Piaf (2007) nebo ve válečném filmu Rudý baron (2008). V roce 2025 se jako rozhodčí Dušan Šulc objevil v komedii Kouzlo derby.
Věnuje se také malování. Uspořádal několik prodejních výstav. Jeho kresby jsou použity ve zpěvnících a knize textů.

## Diskografie

### Alba
- Mládí i tak velkou lásku bere s humorem (1994, Monitor – EMI)
- Šťastnej jako trám (1996, Monitor – EMI)
- Marx Engels Beatles (1998, SONY Music Bonton)
- Když bozi zestárnou (2000, SONY Music Bonton)
- Komedianti se vracejí domů (2010, 100PROmotion)
- Čaroděj (2016, 100PROmotion)
- Spass muss immer sein (2022, 100PROmotion)

### EP
- Rock-debut (1991, Panton)

### Kompilace
- Best of Vltava 2001 (2002, SONY Music Bonton)
- Náklad štěstí (2019, Warner Music) – komplet 7 CD

## Scénická hudba
- 1987 My tě tu písničku naučíme, režie Hana Burešová; Činoherní studio Ústí nad Labem
- 1990 Míč, také jako Vlasta vypravuje slovem i písní, herci divadla Sklep a skupina Vltava; divadlo BSP (Bavíme se po práci), scéna: Branické divadlo
- 1991 Šípková Růženka, režie Karel Makonj; divadlo Minor
- 1992 Hrát se musí, režie Lumír Tuček; Divadlo M České Budějovice
- 1993 4 esa české identity ...a žolík navrch, režie Lumír Tuček, David Vávra (režie pod společným názvem Luda Váček); RS Vpřed a divadlo Sklep
- 2003 Ještě žiju s věšákem, čepicí a plácačkou, režie Hana Burešová; Divadlo v Dlouhé
- 2013 Deset deka Dürrenmatta, režie Jiří Jelínek; divadlo D21

## Publikace
- 1994 knižní vydání písňových textů – vydavatelství Maťa – Vltava
- 2016 knižní vydání písňových textů – vydavatelství Smršť – Já čekám v Čechách
- 2016 zpěvník autorských písní – vydavatelství Smršť – Hurá písničky!
- 2022 zpěvník autorských písní – vlastní náklad – Prodává se kytara!